# Laurence Baldauff
Laurence Baldauff (ur. 19 listopada 1974 w Luksemburgu) – austriacka łuczniczka, uczestniczka igrzysk olimpijskich w Rio de Janeiro. 

## Igrzyska olimpijskie
Laurence rozpoczęła strzelanie z łuku w 1990 roku i zadebiutowała na arenie międzynarodowej w 1993 roku. Wzięła udział w rywalizacji indywidualnej w łucznictwie podczas igrzysk w 2016. W 1/32 rywalizacji zmierzyła się z reprezentantką Indii Bombalayą Devi Laishram, z którą przegrała 2-6. Tym samym odpadła z dalszej rywalizacji. 